# Ditto Music
Ditto Music — цифровой музыкальный онлайн-дистрибьютор. Он позволяет отправлять музыкальный контент в 160 цифровых музыкальных магазинов, включая Deezer, Beatport, Spotify, Vevo, Apple Music, Shazam. Компания имеет штаб-квартиру в Ливерпуле, Великобритания, а также 22 офиса в 19 странах.

## История
В январе 2007 года эссексская рок-группа Koopa использовала Ditto Music для дистрибуции своего дебютного альбома «Blag, Steal and Borrow», одноимённая композиция с которого попала в чарт UK Top 40, делая её первой песней, попавшей в чарт, которую выпустила группа, не подписанная на лейбл. Это достижение было записано в книгу рекордов Гиннесса.

## Услуги
Ditto предлагает неограниченную дистрибуцию на базе подписки за 19 фунтов стерлингов/год, клиенты получают 100 % дохода. Также присутствует возможность промо, а также продвижения в плей-листы.

## Награды и номинации
| Год  | Номинируемая работа | Категория                                                    | Результат       |
| ---- | ------------------- | ------------------------------------------------------------ | --------------- |
| 2011 | Ditto Music         | лучший поставщик онлайн-услуг (RECSS Customer Support Award) | Победа          |
| 2013 | Ditto Music         | лучшая команда дистрибьюторов (Music Week Awards)            | Номинация       |
| 2017 | Ditto Music         | Fast Track 100 (Sunday Times)                                | Назван в списке |
| 2017 | Ditto Music         | лучший лейбл (Music Week Awards)                             | Номинация       |
| 2018 | Ditto Music         | лучший лейбл (Music Week Awards)                             | Номинация       |
| 2018 | Ditto Music         | Export Track 100 (Sunday Times)                              | Назван в списке |